# Гелиоцентрическая юлианская дата
 Гелиоцентрическая юлианская дата (англ. Heliocentric Julian Day, HJD) —  это юлианская дата (JD), скорректированная с учётом различий в положении Земли относительно Солнца. Во время хронометража событий, происходящих за пределами Солнечной системы, из-за конечности скорости света, время наблюдения события зависит от изменения положения наблюдателя в Солнечной системе. Прежде чем объединить несколько наблюдений, они должны быть сведены к общему фиксированному эталонному местоположению. Эта коррекция также зависит от направления на объект или событие, которое рассчитывается во времени.

## Величина и ограничения
Поправка равна нулю (HJD = JD) для объектов на полюсах эклиптики. В других местах это примерно годовая синусоида, и наибольшая амплитуда наблюдается на эклиптике. Максимальная коррекция соответствует времени, за которое свет проходит расстояние от Солнца до Земли, то есть ± 8,3 мин (500 с, 0,0058 дней).
JD и HJD определяются независимо от стандарта времени. Скорее, JD можно выразить, например, как UTC, UT1, TT или TAI. Различия между этими эталонами времени составляют порядка минуты, поэтому для большей точности хронометража должен быть указан используемый стандарт. Коррекция HJD включает в себя гелиоцентрическое положение Земли, которое выражается в TT. В то время как практический выбор может быть UTC, естественный выбор —  TT.
Поскольку само Солнце вращается вокруг барицентра Солнечной системы, поправка HJD на самом деле не является фиксированной. Разница между коррекцией к гелиоцентру и барицентру составляет до ±4 с. Для большей точности следует вычислять барицентрическую юлианскую дату (BJD) вместо HJD.
Общая формулировка коррекции HJD предполагает, что объект находится на бесконечном расстоянии, безусловно, за пределами Солнечной системы. Результирующая ошибка для объектов пояса Койпера составит 5 с, а для объектов в главном поясе астероидов —  100 с.

## Расчёт
С этой точки зрения вектор {\displaystyle {\vec {r}}}  от гелиоцентра к наблюдателю, единичный вектор {\displaystyle {\hat {n}}} от наблюдателя в направлении объекта или события, а также скорость света {\displaystyle c} связаны соотношением:
{\displaystyle HJD=JD+{\frac {{\vec {r}}\cdot {\hat {n}}}{c}}}
Когда скалярное произведение выражается через прямое восхождение {\displaystyle \alpha } и склонение {\displaystyle \delta }, а также Солнце (индекс {\displaystyle \odot }) и внесолнечный объект, оно становится:
{\displaystyle HJD=JD-{\frac {r}{c}}\cdot [sin(\delta )\cdot sin(\delta _{\odot })+cos(\delta )\cdot cos(\delta _{\odot })\cdot cos(\alpha -\alpha _{\odot })]}
где {\displaystyle r} —  расстояние между Солнцем и наблюдателем. Такое же в уравнении можно использовать любую
астрономическую систему координат. В эклиптической системе координат Солнце находится на нулевой широте, так что
{\displaystyle HJD=JD-{\frac {r}{c}}\cdot cos(\beta )\cdot cos(\lambda -\lambda _{\odot })}